# Jean-Pierre Andrevon
Jean-Pierre Andrevon (n. 19 septembrie 1937, Bourgoin-Jallieu, Isère, Franța) este un scriitor francez de science-fiction.

## Lucrări de Andrevon (selecție)
- Les hommes-machines contre Gandahar (1969) - debut. A apărut prima dată în colecția Présence du futur (Éditions Denoël).
- Aujourd'hui, demain et après (1970) (colecție de ficțiune scurtă)
- Le temps des grandes chasses (1973)
- Le Temps cyclothymique (1974)
- Le Désert du monde (1977)
- Neutron (1980) (colecție de ficțiune scurtă)
- Cauchemars de sang (1986)
- Sous le regard des étoiles (1989)
- Visiteurs d'apocalypse (1990)
- C'est un peu la guerre, c'est un peu la paix (2009)

## Antologii editate de Jean-Pierre Andrevon
- Retour à la Terre (1975)
- Retour à la Terre 2 (1976)

## Traduceri în română
- Operație de rutină în Almanahul Anticipația, 1993, traducător: Sorin Antohi
- „Jerold și pisica” (traducere a povestirii „Jérold et le chat” din 1970) - în antologia Întoarcere pe Planeta Albastră din 1989.